# Фишер, Ян
Ян Фишер (чеш. Jan Fischer, родился 2 января 1951, Прага) — чешский государственный деятель. Бывший премьер-министр Чехии (2009—2010). Вице-президент Европейского банка реконструкции и развития (2010—2012). Ранее работал в Чешском статистическом бюро: в 2003—2009 годах был директором, в 1993—2000 годах — заместителем директора.
После падения в марте 2009 правительства Мирека Тополанека 9 апреля 2009 возглавил переходное правительство Чехии, которое просуществовало до формирования полноценного кабинета Петра Нечаса после выборов в мае 2010. Также осуществлял функции председателя Европейского союза как глава правительства страны, по ротации занявшей это место на период января — июня 2009.

## Биография
Родился в еврейской семье в Праге 2 января 1951 года. Родители Яна были математиками; его отец исследовал в Институте математики вопросы статистических приложений в генетике, селекции и медицине.
В 1974 году Фишер окончил факультет национальной экономики Высшей школы экономики, где он специализировался на статистике и эконометрике. После окончания университета Фишер долгое время работал научным сотрудником в Научно-исследовательском институте социально-экономической информации, который входил в состав Федерального управления статистики Чехословакии. В 1985 году Фишер защитил кандидатскую диссертацию по специальности «экономическая статистика». В дальнейшем он продолжал работу в управлении статистики. Приблизительно в это время Фишер познакомился с будущим президентом Чехии Вацлавом Клаусом.
С 1980 года по 1989 год Фишер был членом Коммунистической партии Чехословакии. По собственному признанию Фишера, членство в партии было необходимым условием продолжения его карьеры.
В 1990 году Фишер стал заместителем главы Федерального управления статистики. После того как в 1993 году Чехословакия разделилась на Чехию и Словакию, Фишер, активно принимавший участие в преобразовании своего ведомства, стал заместителем директора Чешского статистического бюро (CSU). С начала 1990-х годов Фишер возглавлял группы, которые обрабатывали результаты парламентских и муниципальных выборов. Помимо этого, он отвечал за контакты организации с европейским статистическим ведомством Eurostat. В конце 1990-х годов Фишер указывался в качестве вероятного преемника директора CSU Эдварда Утраты (Edvard Outrata), однако после ухода последнего в 1999 году этот пост заняла Мария Богата (Marie Bohata).
В сентябре 2000 года Фишер был отправлен в отставку с поста заместителя директора CSU. Впоследствии Богата утверждала, что уход Фишера был обусловлен недостатками в его работе, в частности в том, что касалось организации переписи населения, которая была назначена на 2001 год. По другим сведениям, Фишер покинул CSU в связи с возникшими разногласиями по вопросам организации работы.
В декабре 2000 года (согласно некоторым источникам — в сентябре) Фишер стал директором производственного подразделения компании Taylor Nelson Sofres Factum, занимавшейся маркетинговыми исследованиями. Весной 2001 года он также работал в составе миссии Международного валютного фонда, которая исследовала возможность организации статистических ведомств на Восточном Тиморе. Кроме того, с марта 2002 года по апрель 2003 года Фишер возглавлял исследования на факультете информатики и статистики Высшей школы экономики.
1 февраля 2003 года после скандала, связанного с обнаруженными Eurostat ошибками CSU, Богата была вынуждена покинуть пост главы службы, а уже 5 февраля премьер-министр Чехии Владимир Шпидла, который в это время исполнял обязанности президента республики, выдвинул на должность главы CSU Фишера. 24 апреля 2003 года ставший незадолго до этого чешским президентом Вацлав Клаус официально назначил Фишера главой CSU.
В качестве руководителя чешского статистического ведомства Фишер также нередко присутствовал на заседаниях правительства Чехии и имел возможность хорошо ознакомиться с принципами его работы. В 2004 году Фишер рассматривался в качестве возможного кандидата на пост заместителя главы Eurostat, однако в результате эта должность была отдана Богате.

### Во главе правительства
В конце марта 2009 года в разгар мирового экономического кризиса парламент Чехии вынес вотум недоверия правительству страны во главе с Миреком Тополанеком (Mirek Topolanek). После последовавших долгих консультаций 9 апреля 2009 года президент Чехии Вацлав Клаус назначил новым премьер-министром Фишера. В это время Фишер описывался как малоизвестный экономист, стоявший вне политических партий. По соглашению между партиями, представленными в парламенте, правительство Фишера должно было работать до внеочередных парламентских выборов, которые предполагалось провести в октябре 2009 года.
Официально Фишер заступил на должность премьер-министра Чехии 8 мая 2009 года (по другим сведениям — 9 мая), когда было назначено новое правительство, включавшее представителей Гражданской демократической партии, Социал-демократической партии и Партии зеленых. В прессе отмечалось, что в новый кабинет не вошел ни один министр правительства Тополанека и никто из новых министров не участвовал в политической жизни; сам Фишер заявил, что его правительство не будет следовать каким-либо инструкциям политических партий. В числе основных задач правительства Фишера указывалось преодоление последствий глобального экономического кризиса. Новый премьер заявлял тогда, что не имеет политических амбиций и намерен после ухода из правительства продолжить заниматься статистикой.
Уже спустя полтора месяца после начала работы нового кабинета, по словам экспертов, Фишеру удалось стабилизировать чешскую экономику. 2 сентября 2009 года конституционный суд Чехии отменил внеочередные выборы, однако правящие партии выступили за продление мандата правительства. В ноябре 2009 года основные политические партии Чехии предложили назначить Фишера представителем Чехии в Европейском союзе, но тот отказался.
В мае 2010 года в Чехии прошли очередные парламентские выборы. В новом парламенте была создана коалиция во главе с Гражданской демократической партией, чей лидер, Петр Нечас (Petr Necas), заявил о намерении сформировать новое правительство до середины июля. В связи с этим 25 июня 2010 года правительство Фишера подало в отставку, хотя и осталось исполнять обязанности до формирования нового кабинета. 28 июня 2010 года Нечас был официально назначен премьер-министром, а 13 июля сформированный им новый кабинет приступил к работе.

### После премьерства
Еще в период работы Фишера на посту премьер-министра, в марте 2010 года, Европейский банк реконструкции и развития (ЕБРР) объявил, что с сентября того же года Фишер займет в нем пост вице-премьера. Находясь на этой должности, бывший чешский премьер-министр регулярно появлялся в новостях, касавшихся отношений ЕБРР и стран бывшего СССР: Латвии, Литвы, Украины, Грузии.
В феврале 2011 года Фишер сообщил о намерении баллотироваться на пост президента Чехии при условии проведения в 2013 году прямых всенародных президентских выборов. Рейтинги экс-премьера в 2011 году составляли 14-15 процентов. В январе 2013 года принял участие в президентских выборах, получил 16,35 % голосов, но несмотря на прогнозы, не прошёл во второй тур.
С 10 июля 2013 по 29 января 2014 занимал пост министра финансов.
Сообщалось, что Фишер является членом Чешского статистического общества, Международного института статистики, научного совета и попечительского совета Экономического университета в Праге, научного совета Университета Яна Евангелиста Пуркине (Jan Evangelista Purkyne) в Усти-над-Лабем.